# Wawuschels
Die Wawuschels sind Fabelwesen aus dem Kinderbuch Die Wawuschels mit den grünen Haaren von Irina Korschunow. Das Buch erschien 1967 und handelt von den Fabelwesen, die sehr klein sind, leuchtend grüne Haare haben und in einer Höhle in einem Berg im Wald leben.
Ihr Leibgericht ist Tannenzapfenmarmelade; auch aus allen möglichen anderen Früchten stellen sie Marmelade her. Diese kochen sie mithilfe eines dreiköpfigen Drachen, der als Herd dient. Der Drache wird mit folgendem Spruch herbeigeholt:
Feuer, Feuer, Feurio,
heiz den Kessel so und so,
brenne warm und lichterloh,
Feuer, Feuer, Feurio.

## Die Wawuschelfamilie
Wischel, ein Mädchen. Sie ist sehr klug und kann infolge eines kurzen Aufenthalts bei den ansonsten sehr gefürchteten Menschen lesen, weshalb ihr auch die Verwendung des Zauberbuchs obliegt. Wischel ist neugierig, freundlich und hilfsbereit, aber ein wenig ängstlich.
Wuschel, ihr Bruder. Anders als seine Schwester kann er nicht lesen (das liege den Mädchen eher) und ist auch nicht so klug. Allerdings ist er neugieriger und mutiger als sie, sogar draufgängerisch, und da er zudem zum Prahlen neigt, ärgert er seine Schwester gern damit, was für ein Angsthase sie sei. Dies führt oft dazu, dass er sich und sie in eine gefährliche Situation manövriert, aus der sie nur in Zusammenarbeit herauskommen können. Im Nachhinein erkennt er stets, dass seine Schwester eigentlich recht hat, und ist zur Reue fähig (die allerdings nie sehr lange anhält).
Die Wawuschelmutter, Mutter von Wischel und Wuschel, hat anscheinend keinen eigenen Namen. Ihr herausragendster Charakterzug ist, dass sie immer jammern muss, selbst wenn alles in Ordnung ist. (Wenn sie nicht jammert, ist etwas nicht in Ordnung.) Ansonsten ist sie sehr fürsorglich und im Allgemeinen die gute Seele der Familie. Sie kocht die köstlichsten Marmeladen, kümmert sich auch ansonsten um Vorräte und hält ganz allgemein die Familie zusammen.
Der Wawuschelvater ist ihr Mann. Anders als seine Frau jammert er nicht ständig, neigt im Gegenzug jedoch zu Wutausbrüchen. Er ist ein sehr liebevoller Vater, aber dennoch streng und zögert nicht, seine Kinder für ihre Streiche und Dummheiten zu bestrafen. Seine Leidenschaft ist das Sammeln; er sammelt alles, was er auf seinen Spaziergängen im Wald findet, vornehmlich Dinge, die Menschen dort zurückgelassen haben. Obwohl er sich die größte Mühe gibt, es zu lernen, kann er nicht lesen.
Der Wawuschelonkel ist das bei weitem unsympathischste Familienmitglied. Er ist ein Pessimist und immer schlechter Laune, die dadurch deutlich wird, dass ihm seine Haare ausfallen. Die einzige Tätigkeit, die ihn auf Dauer befriedigt, ist Pfeife zu rauchen. Zu diesem Zweck bestellt er ein kleines Tabakfeld; aber weil er sehr faul ist und am liebsten nichts tut, als nur in seiner Ecke zu sitzen und zu rauchen, hat er manchmal keinen Tabak, was seine schlechte Laune natürlich noch verstärkt.
Die Wawuschelgroßmutter ist das älteste Familienmitglied und die Mutter der Wawuschelmutter. Ihr gehört das Zauberbuch. Aber da sie sehr alt und sehr vergesslich ist, kann sie (obwohl sie es einmal konnte) nicht lesen und hat auch nur einen einzigen (den oben aufgeführten) Spruch in Erinnerung behalten. Sie ist sehr schrullig und ängstlich, ihre Stimme sehr piepsig, doch im Grunde ist sie ebenso freundlich und hilfsbereit wie alle anderen Wawuschels (mit Ausnahme des Onkels).

## Weitere Charaktere
Der Drache dient den Wawuschels als lebender Herd, seit der echte bei einer Tunnelsprengung kaputt ging. Wie erwähnt hat er drei Köpfe und kann sprechen. Er ist ein freundlicher Charakter, der die Wawuschels sehr gernhat und vor dem Mamoffel beschützt. Ein wichtiges Merkmal ist außerdem, dass er nichts isst, sondern nur den Duft von Lebensmitteln „zu sich nimmt“. Sein Lieblingsduft ist der von Marmelade.
Der Mamoffel, eine Art gefräßiges Fellmonster, der den Wawuschels ihre Marmelade wegfressen will. Charakteristisch für ihn ist seine eigentümliche Sprechweise, denn er ersetzt nahezu jeden Vokal durch ein „ä“. („Äch wäll äuch nächts tun“.) Obwohl er einen eher dümmlichen Eindruck macht, ist der Mamoffel recht intelligent.
Die Korkse, dicke, rundliche Gestalten, die wie die Wawuschels in einer Höhle leben, im Gegensatz zu diesen aber keinen Herd besitzen, der darum ihr sehnlichster Wunsch ist. (Schlussendlich bekommen sie von Wischel einen hergezaubert.) Die Korkse zeichnen sich ansonsten dadurch aus, dass sie nahezu jeden Vokal als „o“ aussprechen: „Dos sond onsere Nochborn“, womit sie die Kirkse meinen, die im Gegensatz zu den Korksen, mit denen sie in freundschaftlichem Kontakt leben, sehr dünn sind, ihnen ansonsten aber gleichen. Die Kirkse sprechen im I-Dialekt („Dis sind insere Nichbirn!“); ihr größter Wunsch ist es, Flügel zu haben, um fliegen zu können. Wie die Korkse beteiligen sie sich am Kampf gegen den Mamoffel.
Die Zazischels ähneln gestaltlich den Kirksen, leben aber anders als diese nicht im Wald, sondern in einer den Wawuschels benachbarten Höhle am Zazischelsee. Sie ernähren sich von den darin lebenden Fischen und haben als geheimen Verbündeten den Windhund, der mit seinem wedelnden Schwanz Stürme hervorrufen kann. Die Zazischels sind passive Gegner der Wawuschels, die sie den Fischen zum Fraß vorwerfen wollen, damit diese fetter werden. Sie greifen jedoch niemals an. Ihr charakteristisches Merkmal ist der ständige Gebrauch des Konsonanten „z“ (Zfette Zfische) in ihrer Sprache.
Das Menschenmädchen mit den gelben Zöpfen wird nie beim Namen genannt. Es ist Wischels Freundin und hilft ihr, in der Welt der Menschen zurechtzukommen. Wischel lernt bei ihr Lesen – und eine neue Sorte Marmelade kennen: Apfelgelee.

## Die Wawuschels und das Fernsehen
Anfang der 1970er Jahre produzierte Herbert K. Schulz in seiner Berliner Firma ffp-cinetrick mehrere Staffeln der Wawuschels für das Sandmännchen (West). Meist an den Sonnabenden zog dann der freche Wuschel mit Wischel, seiner ängstlichen Schwester über den Bildschirm bzw. durch den Berliner Grunewald. Drehort war überwiegend ein kleiner Teich in der Nähe des Brücke-Museums. Einige Folgen wurden auch im Glienicker Volkspark (mit starkem Publikumsverkehr) nahe der Glienicker Brücke gedreht. Übergroße Steine (Findlinge) aus Schaumpolystyrol bildeten dort Bühne, Hintergrund bzw. Eingang zur Wawuschelhöhle. Sie sahen so echt aus, dass der Kameramann und Regisseur Mario Gerstenberg in einer Situation, in der kein Wagen für den Rücktransport ins Studio vorhanden war, zu dem Entschluss kam, in einem unbeobachteten Moment die „Findlinge“ über Nacht in einem dichten Gebüsch zu verstecken. Am nächsten Tag waren die Puppenspieler Benita Steinmann und Ulrich Staps arbeitslos: Trotz intensiver Suche der Regieassistentin Senta Moira blieben die riesigen Steine verschwunden. Irgendjemand hatte sie über Nacht „weggefunden“ und die Wawuschels waren vorübergehend wohnungslos.

## Die Wawuschels und das Theater
Seit März 2015 gibt es eine Bühnenbearbeitung von Die Wawuschels mit den grünen Haaren, die von Martin Chlupka erstellt wurde.
Bereits in den 1970er Jahren gab es eine Bühnenfassung, die am Gemeinschaftstheater Krefeld und Mönchengladbach als „Weihnachtsstück“ gespielt wurde.
Hierzu wurde von den Bühnen Krefeld und Mönchengladbach eine Schallplatte mit den vom Ensemble gesungenen Liedern aus dem Stück veröffentlicht.

## Die Wawuschel-Bücher
- Irina Korschunow: Die Wawuschels mit den grünen Haaren Taschenbuch, dtv junior, München. ISBN 978-3-423-07164-2
- Irina Korschunow: Neues von den Wawuschels mit den grünen Haaren Taschenbuch, dtv junior, München. ISBN 978-3-423-70003-0
- Irina Korschunow: Das große Wawuschel-Buch Hardcover, dtv junior, München. ISBN 978-3-423-71325-2
- Irina Korschunow: Das Fernseh-Sandmännchen erzählt: Wischel und Wuschel (Die Wawuschelkinder und die Maus + Die Wawuschelkinder und der Rennwagen) Spectrum Verlag, Stuttgart 1971. ISBN 3-7976-1072-6